# رجل على النار
رجل على النار (بالإنجليزية: Man on Fire)‏ هو فيلم جريمة تم إنتاجه في الولايات المتحدة وصدر في سنة 2004. الفيلم من إخراج توني سكوت من بطولة دنزل واشنطن وداكوتا فانينغ ورادها ميتشيل وكريستوفر واكن ومارك أنتوني.

## القصة
يحكي الفيلم قصة "جون كريز" وهو حارس شخصي سابق يعاني من الإدمان والاكتئاب، ويتولى حراسة "بيتي"، وهي فتاة صغيرة تعيش في المكسيك، ولكنها تُختطف من قبل مجموعة إجرامية. يتعهد "كريز" بالانتقام لها وإعادتها بأي ثمن، ويتبع الخاطفين واحدًا تلو الآخر ويقوم بقتلهم بطرق وحشية.
تدور أحداث الفيلم في إطار درامي مشوق، ويتناول مواضيع مثل الانتقام والعدالة والتضحية، ويعرض صورة مظلمة للعنف والجريمة المنظمة في المكسيك. وتتميز الفيلم بأداء قوي من قبل دنزل واشنطن وداكوتا فانينج، وتصوير مثير ومؤثر، مع تشويق متواصل حتى النهاية.

## الميزانية والإيرادات
بلغت تكلفة إنتاج الفيلم حوالي 70 مليون دولار بينما حقق إيرادات تقدر بـ 130.3 مليون دولار.

## وصلات خارجية
- رجل على النار على موقع IMDb (الإنجليزية)
- رجل على النار على موقع ميتاكريتيك (الإنجليزية)
- رجل على النار على موقع روتن توميتوز (الإنجليزية)
- رجل على النار على موقع نتفليكس (الإنجليزية)
- رجل على النار على موقع قاعدة بيانات الأفلام العربية
- رجل على النار على موقع ألو سيني (الفرنسية)
- رجل على النار على موقع Turner Classic Movies (الإنجليزية)
- رجل على النار على موقع أول موفي (الإنجليزية)
- رجل على النار على موقع بوكس أوفيس موجو (الإنجليزية)
- رجل على النار على موقع فيلمافينيتي (الإسبانية)